# Casa del 5 del Carrer de Sant Pere
La Casa del 5 del Carrer de Sant Pere és un edifici medieval de la vila de Vilafranca de Conflent, de la comarca d'aquest nom, a la Catalunya del Nord.
Com el seu nom indica, és en el número 5 del carrer de Sant Pere, en el sector nord-occidental de la vila. Li correspon la parcel·la cadastral 23.
La casa, del segle xiv, és construït amb còdols, i ha estat molt refeta. Només conserva alguns elements mediev als a la planta baixa: una arcada de punt rodó amb les arestes aixamfranades i vestigis de la porta a l'angle meridional, amb arestes vives; el sòl està sobrealçat mitjançant uns graons.